# Peugeot 103
Le Peugeot 103 est un cyclomoteur lancé en France en 1971, plus puissant, confortable et plus cher que le 102 qu'il ne remplacera pas exactement se situant une gamme au dessus à tout point de vue y compris le prix.

## Histoire

### Conception
L'étude du 103, comme celle du 101/102, est dirigée par l'ingénieur Edmond Padovani, ex-directeur technique du constructeur de motos Terrot absorbé par Peugeot en 1959. Les éléments composant le 103 sont essentiellement fabriqués en France et assemblés à Mandeure dans le Doubs.
Le Peugeot 103 est doté d'un moteur à 2 temps de 49 cm3 pour les moteurs AC (air) (alésage × course : 40 × 39 mm) et 49,13 cm3 pour les LC (liquide) (alésage x course : 40 x 39,1mm) , il est bridé à 45 km/h, ce qui permet la conduite sans permis.
Son réservoir, d'une capacité de 3,7 l (dont 0,5 l de réserve) de mélange essence/huile (4 % d’huile minérale Esso en toutes conditions  même en rodage, ou à défaut 6 % d'huile minérale de qualité inférieure et aujourd’hui 2 % d’huile 100 % synthèse) lui offre une autonomie d'environ 180 km plus 10 km de réserve actionné par le robinet d’essence.
Parmi les tout premiers 103, seul le modèle VS (variateur de vitesse et suspensions AR) commercialisé à partir de 1971, peut recevoir en option des clignotants, un feu stop et un avertisseur sonore, il prendra l’appellation 103VSC dans la documentation interne Peugeot. Le VS peut également accueillir en option une selle biplace qui prendra l’appellation VSB.
À l'inverse des 101/102, les 103 reçoivent dès le départ un système d'admission à clapets dans le carter, ce qui lui confère beaucoup plus de puissance et de souplesse que le 102, équipé d'un moteur à admission au cylindre par jupe de piston et l'option d'une transmission à variateur.
Au fil des années, le 103 subit d'importantes évolutions, tant du point de vue de la motorisation que de celui de la partie cycle.

### Évolution du moteur
La puissance des premiers modèles est de 1,9 ch DIN, elle culmine à 3,3 ch à la fin de la production. Les premiers moteurs des 103 sont munis de carters et cylindres disposant de deux transferts d'admission latéraux et du même allumage à rupteur que les 102 (deux bobines, une pour l'allumage, l'autre pour l'éclairage) avec toujours la fixation du pot d'échappement à l'aide d'une bague (6 pans) vissée. Ils reçoivent par la suite un allumage à rupteurs pouvant recevoir cinq bobines qui, plus puissant, permettait d'avoir une puissance d'éclairage AV de 15 W sous 6 V (contre 6 W sous 6 V sur les premiers modèles), ainsi qu'une bobine dédiée pour le feu stop et deux emplacements disponibles pour alimenter les clignotants optionnels (les premiers 103 disposant de clignotants sont alimentés par une petite batterie placée sous la selle), puis des carters et cylindre à trois transferts. Le circuit d'éclairage passe à 12 V en 2003.
En 1987, comme dans le secteur automobile, la quasi-totalité des modèles sont équipées d'un allumage électronique (cinq branches) plus fiable et plus robuste que les modèles à rupteur.
La fixation du pot d'échappement est fiabilisée grâce à la fixation par bride : deux vis de fixation de chaque côté du cylindre, les filetages des tubes ayant une fâcheuse tendance à se détruire en cas de dévissage intempestif.
En 1985 Peugeot commercialise son premier 103 à refroidissement liquide : le 103 SP-LC (ou SLC), sur la base du 103 SP. Par la suite, le refroidissement liquide est proposé uniquement sur les SPX et RCX, puis, à partir de 1996, uniquement sur le RCX.

### Évolution de la partie-cycle
La partie-cycle subit de nombreuses évolutions ; l'une des plus importantes est le bras oscillant court à section rectangulaire inspiré des travaux de Bidalot, une évolution constitutive des SPX et RCX (la Chrono conservant son long bras oscillant ancré sur le pivot moteur) et de l'éphémère MVX. À partir de 1989, les jantes en tôle à cinq bâtons emblématiques Leleu avec leur petit tambour de diamètre 80 mm cèdent la place aux jantes 17 pouces Grimeca en aluminium disposant de freins en 90 mm et, selon les millésimes et modèles, de trois branches plates larges (de 1988 à 1995), de cinq double branches fines droites et parallèles (103 Clip), ou de trois doubles branches « banane » en 17 pouces (103 SPX et RCX).
En 1995, la gamme des 103 est restylée. Les modèles issus de cet ultime restylage portent la lettre M finale après leur nom, puis N à partir de 1999. Ces modèles reçoivent notamment un plus gros réservoir de 5 l, ainsi que des carters latéraux modifiés, venant dans le prolongement du réservoir. Le bras oscillant court est généralisé, même s'il reste à section ovale sur les entrées de gamme.
A l'exception des Vogue LM et SM qui conserve des roues à rayon en 16 pouces avec le frein de 80 mm, les autres modèles reçoivent toutes de nouvelles jantes en aluminium Bernardi Mozzi Motori pour remplacer les Grimeca : jantes de dix-sept pouces à 5 bâtons doubles inclinés et freins de 90 mm qui équipaient les SPX depuis 1995, équipent désormais le milieu de la gamme (MVLM), et de toutes nouvelles jantes en 16 pouces à 3 branches larges en « hélice » dont le frein avant à tambour est le seul à mesurer 103 mm de diamètre, un clin d’œil au nom (le frein arrière des jantes Bernardi restant en 90 mm), équipent désormais les SPX M, RCX M et RCX LC M. Il s'agit de la dernière évolution majeure du cadre des 103.

### Déclin
Face à l'arrivée des cyclomoteurs à boites de vitesses manuelles et des scooters meilleur marché et surtout plus sûrs que ceux vendus au début des années 1990, le 103 entame lentement son déclin à la fin des années 1990. Le déclin va s'accentuer dans les années 2000.
Le 103 SPX, l'un des modèles phares de la marque, s'efface en 2003. Le dernier 103 français est fabriqué en 2006 et depuis les quelques modèles vendus sont fabriqués en Chine.
Le Peugeot 103 reste néanmoins produit au Maroc, à Casablanca. Il est décliné en différentes versions (ressemblant aux anciens 103 MVL, SP3 mais tous à pédales) et ne sont pas importés en France. Des modèles très approchants sont fabriqués en Turquie pour le marché local sous la marque "Ramzey".
Des utilisateurs irréductibles restent adeptes du 103, même neuf. En 2015, soit plus de quarante ans après sa sortie, Peugeot propose toujours le "103 Vogue" à son catalogue à partir de 859 € pour le modèle sans variateur ou 949 € pour le modèle à variateur (tarifs 2015). Les évolutions sont : réservoir de 5 l, éclairage permanent, circuit 12 V contre 6 V auparavant, compteur rétroéclairé.
Cependant, en France, le modèle « Vogue », à présent fabriqué en Chine, s'est vendu à seulement 550 exemplaires en 2015.

### Disparition
Le 103 est définitivement retiré de la gamme en mai 2017, après 46 ans d'existence, les normes antipollution euro4 étant la principale cause.

### Le retour officiel annoncé par Peugeot
Lors du Salon du 2 roues de Lyon le 8 mars 2024, Peugeot annonce le projet SPx-Concept Bike. Ce modèle largement inspiré du 103 SP est motorisé 100 % électrique.
Dans la même lignée que l'annonce du SPx-Concept Bike, Peugeot a annoncé, lors d'un communiqué de presse du 18 avril 2024, que les mobylettes Peugeot 101, 102, 103, 104 et 105 sont désormais rétrofitables dans tous les concessionnaires Peugeot Motocycles de France.

## Modifications, débridage
D'origine, pour être conforme à la législation française, la vitesse maximale était de 45 km/h (environ 55 km/h au compteur d'origine, généralement très optimiste), mais il était possible d'atteindre, selon les modèles, 60 voire 70 km/h en débridant le variateur et en modifiant le pot d'échappement d'origine.
Cyclostand filiale accessoires de Peugeot proposait des accessoires sur catalogue. Plusieurs 103 « customs »  comme le 103 Quartz, California, le XG, etc. ont ainsi été présentés au public afin de mettre en valeur leurs produits.
D’autres marques indépendantes, comme Faco, proposaient également des accessoires chromés.
Les modifications allaient du simple pot d'échappement au gros carburateur en passant par des kits de toutes cylindrées ; les engins très bruyants « grimpaient » alors en toute illégalité à 90-100 km/h, certains engins bruyants illégaux au travers de la loi arrivaient à dépasser les 140 km/h au lieu des 45 km/h autorisés.
La cylindrée des « kits » les plus répandus variait de 50  à   80 cm3, ces derniers étant fabriqués en aluminium ou en fonte. Peu fiables, surchauffant et serrant facilement, ces kits offraient plus de puissance au détriment de la fiabilité et d’une consommation très élevée. Certains kits haut de gamme, couplés à une modification complète du moteur (préparation ou changement des carters par exemple) permettaient à ce dernier d'atteindre un régime avoisinant les 15 000 tr/min contre 6 000 environ d'origine.

## Conception

### Partie-cycle

#### Cadre
Les cadres de 103 sont fabriqués à partir de tôles embouties et de tubes d'acier cintrés. Le réservoir en deux demi-coques fait partie de la structure du cadre.
On distingue deux sortes de 103, le modèle initial sur lequel la boîte à outils qui sert aussi de support pour le tube de la selle est rapportée et vissée sur le cadre et les derniers modèles (ayant cohabité) où le support de selle fait partie du cadre. Mis à part quelques versions bas de gamme sans suspension AR, les 103 ont la particularité d'avoir un bras oscillant en tube ovale (suspension AR) qui soit articulé en avant du moteur. Le moteur est solidaire de ce bras. Cette technique permet d'éliminer toute tension de chaîne quand la suspension fonctionne, puisque le moteur, le plateau et la roue AR sont solidaires. En revanche, l'inconvénient est que le très long bras oscillant est moins rigide que chez le concurrent de toujours : le 51 de Motobécane.
Pour pallier ce problème, Peugeot va améliorer la conception de la suspension en utilisant à partir de 1988 sur certains modèles un bras de section court articulé sous le tube de selle. À la fois plus court et plus rigide, la tenue de route en est d'autant augmentée. C'était d'ailleurs un élément de marketing important dans les années 1980. Ce bras est de forme ovale classique sur les modèles standards (Vogue, Z, etc.) et à la fois plus gros et rectangulaire sur la série SPX/RCX et ses dérivées.
Sur certaines séries « sportives », une barre de renfort entre la selle et le tube de direction apparaît de série (RCX, Racing, Chrono).
Les amortisseurs sont articulés en arrière de la selle et vont se fixer près de l'axe de roue AR. Selon les modèles, ils sont sertis ou à ressorts apparents sur les versions sport. Au milieu des années 1980, les versions sportives reçoivent des amortisseurs de marque Paioli (en) réglables et même, en option, équipés d'une bonbonne de gaz (sauf sur le RCX LC où elles sont de série).

#### Fourche
La fourche est sur les modèles standard de type inversé et à ressorts sans hydraulique. La partie coulissante est proche de l'axe de roue AV. Le phare est intégré à la fourche, la partie supérieure pouvant recevoir un compteur. Sur les versions sport, une fourche, toujours à ressorts et sans huile est montée. Elle reçoit un phare rond puis un carénage tête de fourche aérodynamique avec un phare carré encastré et un compteur. Certains modèles de petite série reçoivent des têtes de fourche spécifiques (T16, CRX).
Seules certaines séries HPL chopper avaient une fourche Paioli hydraulique de série.
La grande majorité des 103 reçoivent un porte-bagage sur le tube AR au-dessus de la roue. Mais certaines versions comme le Racing et les RCX ont reçu des parties AR plus ou moins carénées faisant à la fois siège et carrosserie.

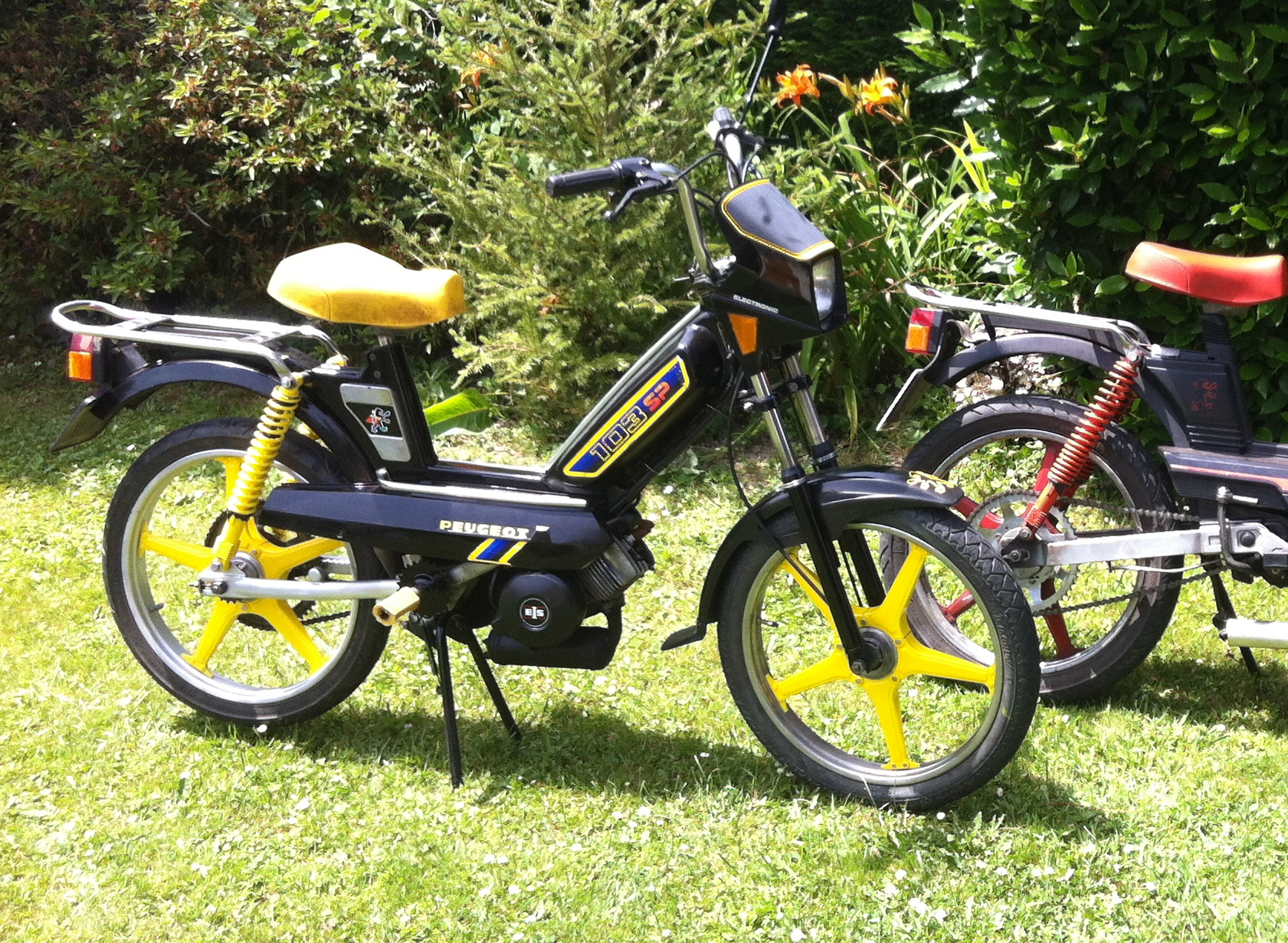
Peugeot 103 SP2, 1988, roues Leleu.

#### Roues
Les roues sont à rayons et de dix-sept pouces au début de la série. Les roues bâtons en acier apparaissent à la fin des années 1970 pour se généraliser avec les versions sport. Figure emblématique du 103, la roue à cinq bâtons en acier de marque Leleu. À la fin des années 1980, les 103 reçoivent des roues en alliage qui passeront à seize pouces à la fin de la série dans les années 2000.
Cas particuliers :
- le chopper Indiana reçoit des roues à soixante rayons chromés spécifiques ;
- la 103 SPR reçoit des roues à 5 doubles bâtons et moyeux rivetés spécifiques, également en option sur la 103 land.

#### Freinage
Les 103 sont équipés de série de freins à tambour à commande par câble. Les freins sont de 80 mm sur la majorité des premiers modèles et ont évolué vers 90 mm avec les jantes en aluminium. En 1996, le diamètre des tambours passe à 100 mm. Le freinage des 103 (comme de leurs concurrents) n'a jamais été à la hauteur des freins à disque. À noter également que, contrairement à la Magnum Racing XR et au XG2 (modèle homologué de la version usine de compétition), aucune 103 n'a reçu de frein à disque hydraulique.

### Moteurs
Le moteur du 103 est un monocylindre 2-temps incliné. L'alimentation se fait par carburateur et clapets via des transferts. La cylindrée est de 49,1 cm3 (alésage de 40 mm, course de 39,1 mm). Les puissances avec des carburateurs (d'origine Gurtner) de 12  à   14 mm vont de 2  à   3 ch DIN à environ 5 000 tr/min pour une consommation de 2 l aux 100 km d'origine. Le rapport volumétrique a évolué au cours de l'histoire de 8,5/1 à 10/1 sur les derniers modèles. L'allumage par magnéto (sans batterie) est implanté sur la partie droite du moteur. D'abord à rupteurs classiques, il deviendra électronique au milieu des années 1980, améliorant la fiabilité.
Le moteur s'arrête par utilisation d'une soupape décompresseur manuelle sur la culasse.
Le refroidissement se fait par circulation naturelle de l'air sur les ailettes de la culasse et du cylindre. Avec la 103 SLC de 1985 apparaît le premier refroidissement liquide de série. Ce système fonctionne par thermosiphon sans pompe de circulation. Le radiateur est alors placé sous le réservoir, face à la route et habillé par des élytres. Le refroidissement par liquide permettra aux moteurs améliorés de mieux fonctionner car le positionnement des ailettes à 45° de la route et le fait que les ailettes étaient partiellement masquées par la culasse sur les 103 ne permettait pas un refroidissement satisfaisant, en particulier sur les mécaniques trafiquées dégageant beaucoup de chaleur.
Le démarrage du moteur se fait en pédalant ou, en actionnant la pédale « façon kick » lorsque la machine est sur sa béquille centrale ou en poussant (à la poussette) roues au sol. Les versions X (spx,rcx,ect) introduisent un démarrage par kick avec décompresseur automatique, agissant sur le plateau de transmission via la courroie, faisant disparaître les pédales.
Les moteurs sont équipés d'origine d'un pot d'échappement cylindrique puis apparut avec le SPX un pot « sport » de type « Cobra III » à détente monté progressivement sur une grande partie de la gamme.

### Partie électrique
Le faisceau électrique est rudimentaire et fiable.
L'énergie électrique est générée via un volant magnétique, par l'intermédiaire de bobines à haute tension. Les toutes premières 103 étaient équipées d'un allumage à deux bobines, une pour l'allumage, une autre de 6 W pour l'éclairage. Elles seront remplacées par des allumages à cinq branches (une pour l'allumage, une de 15 W pour l'éclairage et une de 10 W pour l'avertisseur sonore et deux bobines, les « accessoires »).
Chaque bobine peut fournir une puissance de 15 W et une tension de 6 V avec une intensité de 2,5 A lorsque le volant magnétique est lancé à pleine vitesse.
À pleine vitesse, la tension aux bornes de chaque bobine pouvant être très supérieure à 6 V, la tension est donc régulée par un transformateur.

### Transmission
La transmission est classique pour un cyclomoteur : la transmission primaire s'effectue par courroie trapézoïdale entre le moteur et le plateau (la tension de la courroie est assurée par un ressort hélicoïdal repoussant le moteur vers l'avant) et la transmission secondaire par chaîne entre le plateau et la roue AR.
Le moteur est généralement équipé d'un système centrifuge appelé variateur automatique, celui-ci fait varier le diamètre d'enroulement de la courroie et ainsi le rapport de démultiplication. Seuls quelques modèles d'entrée de gamme n'avaient pas de variateur.
Sur les 103 V, l'embrayage centrifuge est co-implanté avec le variateur. Sur la famille SPX, l'embrayage est déporté sur le plateau central, seul le variateur est fixé au moteur. Ce système permet de garder un rendement constant de l’embrayage, car il est éloigné de la chaleur produite par le moteur.

## Modèles
Plusieurs gammes existent :

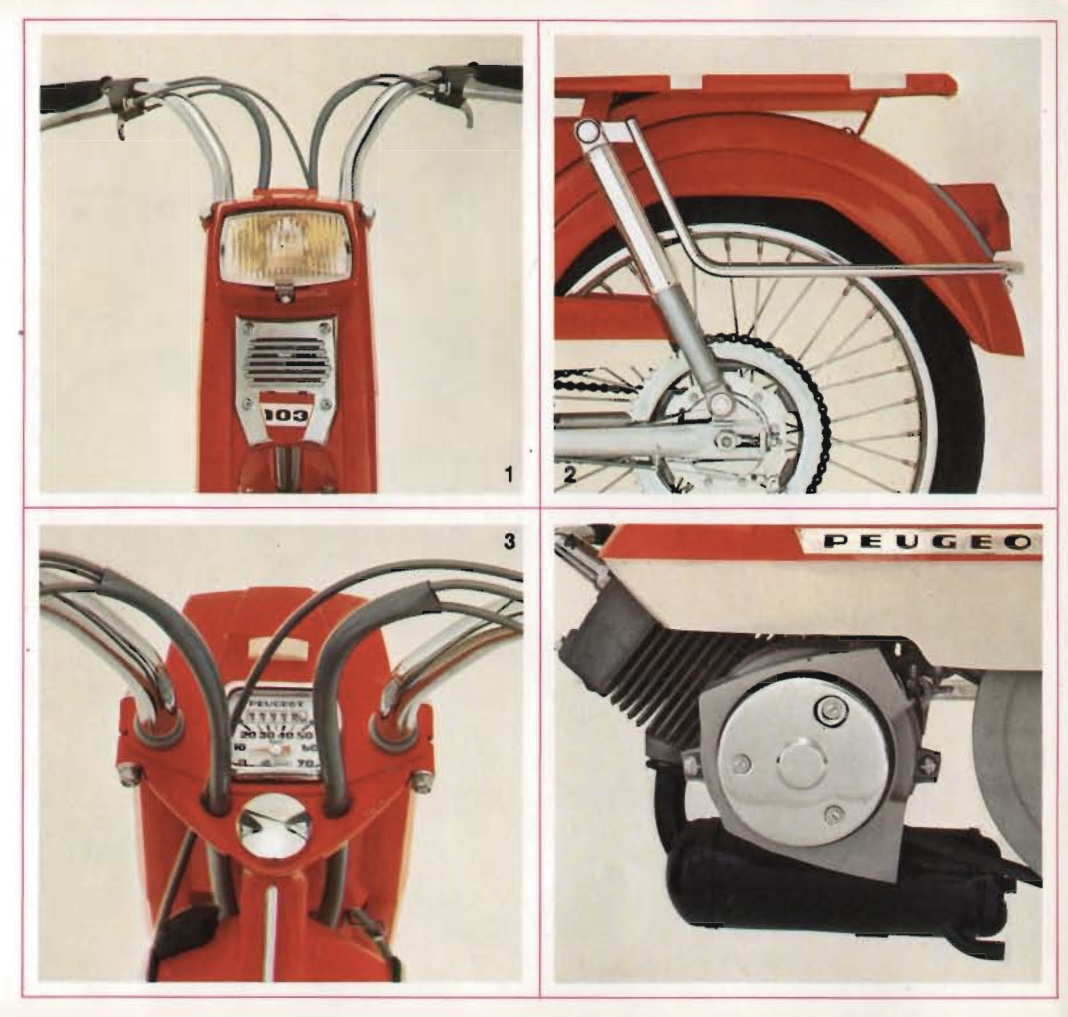
Peugeot 103 LVS, premier du nom.

- 103 : version basique, sans suspension AR, sans variateur et dépourvue d’acier inoxydable (le garde-boue AV est peint de la couleur de la carrosserie, la grille de l'avertisseur sonore est moulée en plastique blanc, la porte gauche de la boite à outils est elle aussi moulée en plastique teinté dans le ton de la carrosserie, un seul petit écusson du lion Peugeot en plastique transparent compose le côté droit de cette même boite à outils, directement fixée sur la tôle. Les premiers 103 possèdent un collier de fixation de selle moulé en aluminium vissé sur la boite à outils plus haute que la majorité des modèles suivants. De larges élytres de réservoir peintes (en blanc pour les versions bleues et orange, marron métal pour les versions beiges) sont fixées par de petits rivets plastiques de chaque côté du réservoir. Les carters latéraux plastiques possèdent un décrochement caractéristique en bas qui sera vite supprimé. Enfin les feux AR Cibié sont plus petits que les modèles futurs (Soubitez), le phare AV (Soubitez) est assez petit et rectangulaire, il deviendra plus grand et carré par la suite (idem MVL) ;
- 103 V : idem mais avec variateur (les premiers variateurs sont reconnaissables avec leur petit enjoliveur chromé à trois vis ainsi que le pare-courroie plastique gris (commun avec les derniers Peugeot 104, GL10, GT10, TSA, etc.) ;
- 103 S : version de base, sans variateur mais avec suspension AR;
- 103 VS : version avec variateur et suspension AR mais sans l’équipement luxe ;
- 103 LV : version équipée du variateur et de l'équipement luxe (inox) mais sans suspension AR (teintes disponibles : beige et orange pour les premiers millésimes) ;
- 103 L : version sans variateur ni suspension AR mais disposant de garde-boue AV en acier inoxydable, réservoir à flancs inoxydables avec decor émaillé, grille de l'avertisseur sonore sur fourche en inox, trappes de boite à outils en inox, pare-chocs enjoliveur AR chromé, compteur, avertisseur électrique et antivol.  ; teintes disponibles pour cette version : beige, orange (certaines teintes vert vif pour l'exportation) ;
- 103 LS : version luxe sans variateur (garde-boue AV en acier inoxydable, suspension AR, compteur de vitesse, avertisseur sonore électriques et antivol) ; mêmes coloris que les versions L;

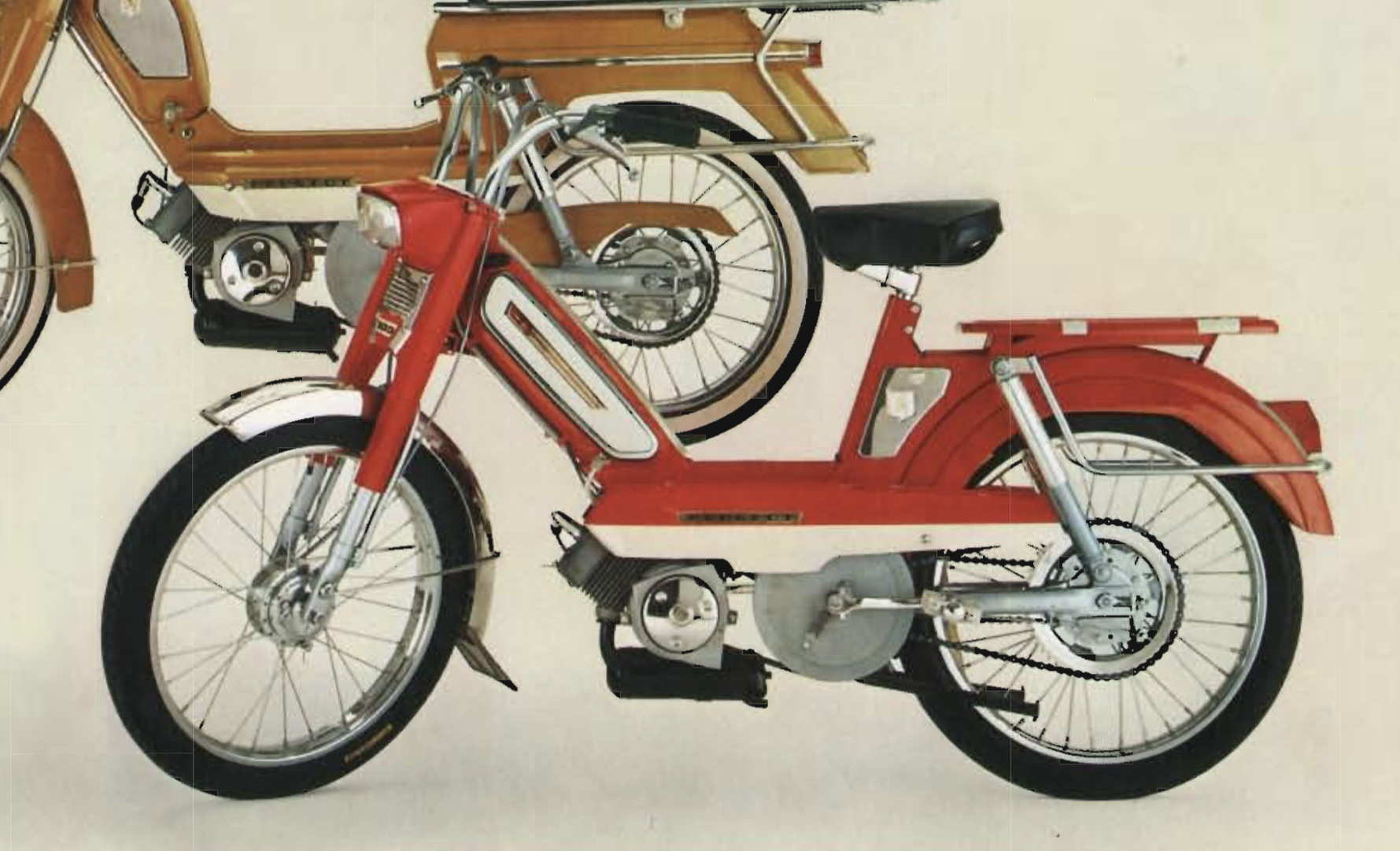
Peugeot 103 LVS, et à l’arrière-plan, un Peugeot 104, au design très différent

- 103 LVS : Peugeot 103 LVS, et à l’arrière-plan, un Peugeot 104, au design très différentversion luxe (disposant d’acier inoxydable pour le garde boue AV, la boite à outils, grille d’avertisseur électrique, enjoliveur de réservoir) à variateur et suspension ; même coloris que les versions L/LS ;

- MV et MVL : La MV succède à la VS. Par rapport aux « V » et « VS », la finition générale évolue et est plus poussée, le phare rectangulaire cède sa place au phare carré. La MV conserve ses roues à rayons et est démunie de compteur et d'avertisseur sonore. La MVL, quant à elle, reçoit en série des roues à bâtons Rigida Leleu, un compteur de vitesse, un avertisseur sonore, un feu stop et une finition générale plus poussée. Les premiers modèles conserveront le moteur à 2 transferts jusqu'en 1983. Elles seront ensuite équipées de moteur à 3 transferts et d'une bobine d'allumage externe qui feront passer la puissance à 2,5 ch. Elle sera équipée de l'allumage électronique à partir de 1986. Les coloris évoluent, on quitte les seventies pour des teintes plus à la mode, rouge, blanc, orange, bleu, bleu foncé, orange métal, gris métal, gris bleu métal, gris vert métal, bleu marine plus tardif ;

- L, L2 et ML : correspond aux versions esthétiquement proches des MV mais sans variateur ;
- SP : La SP est mécaniquement équivalent à la 103 MVL (moteur 2 transferts jusqu'en 1983 pour ensuite passer à du 3 transferts), mais son look tout-terrain reprend les diverses modifications apportées par les jeunes de l'époque avec une grande fourche, des amortisseurs AR plus longs et un phare rond. Les premières 103 SP sont de couleur verte métallisée et les jantes à rayons (17 pouces idem 103 LVS sauf le flasque du tambour spécifique aux 103 SP), La gamme est enrichie par une version « SPR » en 1979 qui est de couleur bleu métal reprenant les jantes à six doubles bâtons en alliage léger et adopte une selle « confort ». Par la suite, à partir de 1981 les jantes à cinq bâtons acier du type Rigida Leleu sont ajoutées et de nouveaux coloris ont fait leur apparition : bleu nuit, rouge tison, noir, bleu clair, blanc. La 103 SLC (Sport Liquid Cooled) était une 103 SP avec refroidissement liquide (type de cadre chez Peugeot : VX51), premier modèle de la marque équipé de ce type de refroidissement. Le SP évolue en 103 SP2 en 1986 (phare rectangulaire caréné et 2,8 ch (2,9 pour le moteur refroidi par liquide), allumage électronique, puis en SP3 avec jantes en aluminium en 1989 ;

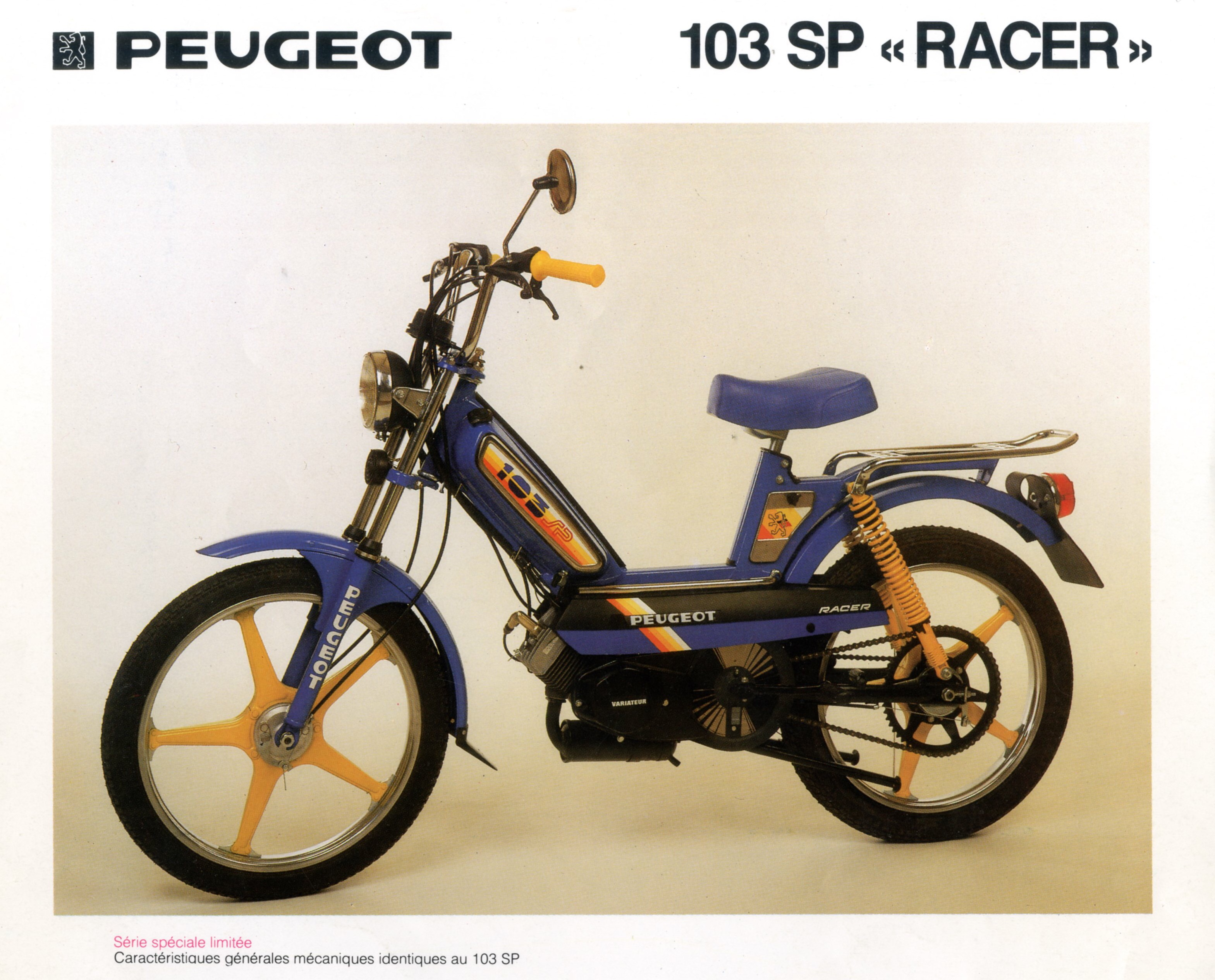
Publicité Peugeot 103 SP RACER

- Publicité Peugeot 103 SP RACERSP Racer : série spéciale limitée en très faible quantité du 103 sp de 1980. Les caractéristiques mécaniques sont identiques au 103 sp. Les atouts du « racer » sont : les coloris et un le nouveau kit déco, coloris jaune/bleu compétition (JB), selle bleu, bâtons de roues jaunes, garde-boue av/ar émaillée bleu, Poignées domino à tirage rapide jaune avec gaines de commandes renforcées, Pneu ar extra large avec 2 3/4 x 17 contre 2 1/4 x 17 pour le sp, Amortisseurs ar PAIOLI réglables avec corps alu aileté, Et porte bagage ar nouveau styling chromé.

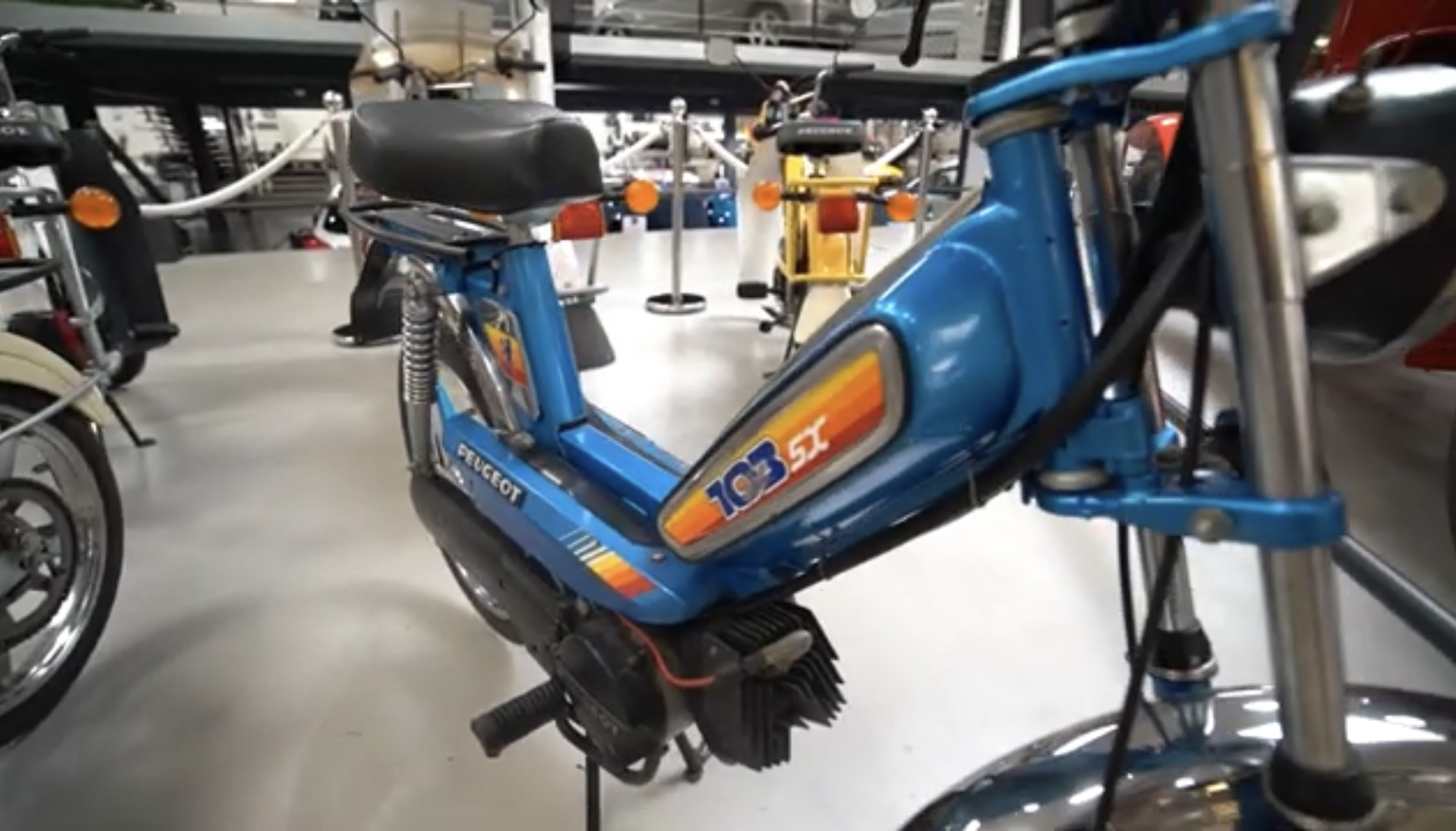
Peugeot 103 SX

- Peugeot 103 SX103 SX : version jamais commercialisée, inaugurant la base technique des futures Peugeot Fox à partir d’un cadre de 103 sp.
- Land ou SPL : version « militaire », de couleur kaki, jantes à rayons de 17 pouces comme les premiers 103 SP. Elle a obtenu un certain succès chez les lycéens qui l'associaient à une sacoche « US » de la même couleur en guise de cartable ;

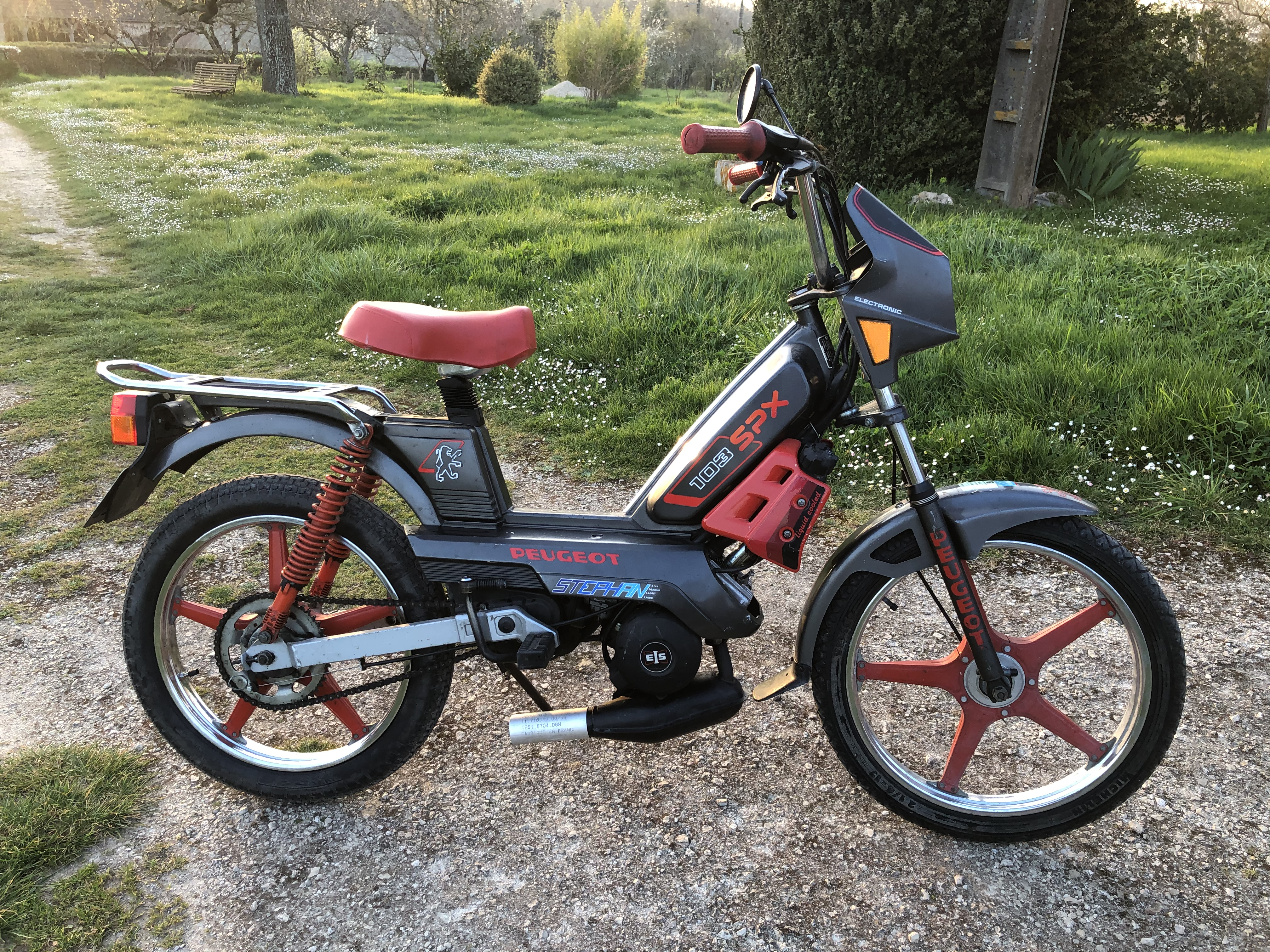
Peugeot 103 SPX-LC 1988 série 1

- SPX, SPX LC :Peugeot 103 SPX-LC 1988 série 1Importante évolution du cadre 103 par l'adjonction d'un démarrage au kick. Les pédales disparaissent, moteur de 3 ch avec carburateur de 14 mm (au lieu de 12 sur les autres modèles), bras de suspension court à section rectangulaire, phare caréné à l'avant des SP2.
- Fun : la 103 Fun est produite sur base de SPX mais a des couleurs détonantes (violet, rose, jaune vif, sur une même mobylette). La 103 Fun était proposé aussi en refroidissement liquide ;
- Clip : édition limitée, à la mécanique de SPX mais moins chère avec un rétro-look de SP car il conserve un phare rond. Sa décoration et sa peinture sont spécifiques. Disponible en trois coloris : noir, bleu, blanc ;
- 103 Z : version basique du 103 du milieu des années 1980 : face à une concurrence active (dont certains modèles étrangers fraîchement importés), Peugeot propose un cyclo à un prix d'attaque, ce modèle se caractérise par un cadre un peu différent avec support de selle soudé (des caches plastiques amovibles font office de boîte à outils). Le cyclo est dépourvu de suspensions AR (comme les premières versions), jantes à rayons, moteur trois transferts sans variateur, fourche MVL, il est proche du futur 103 Vogue qui essaye aussi de toucher une clientèle féminine. À noter une teinte blanche assez « smart » ;
- Vogue et Vogue Évolution : dérivées des 103 Z, les premières Vogue sont apparues en 1988 et étaient les modèles bas de gamme et bon marché des 103 à l'époque (quasi identiques aux 103 Z pour les premiers millésimes). Déclinées en quatre versions : R, T, S et V. Il s'agissait de « MVL épurées », équipements minimalistes, sans variateur (sauf pour la Vogue V). Elles sont d'abord équipées de jantes à rayons (seize pouces), pour finir par des jantes en alliage de dix-sept pouces pour les derniers millésimes. Comme les autres 103, son châssis et son esthétique ont été modernisés en 1996. La forme du réservoir sera modifiée pour atteindre les cinq litres de contenance. Ce cyclo remplacera finalement la MVL à son arrêt de production. Elle peut recevoir en option un variateur, des clignotants, un rétroviseur droit et un pare-brise. Elle figure toujours au catalogue Peugeot en 2016. Il s'agit du seul modèle encore en production vendu en France ;
- HP : premier 103 de style chopper, ce 103 reste un des plus sophistiqués techniquement (le seul 103 équipé du double variateur placé sur le bras oscillant, cet élément mécanique fut aussi monté sur certains TSM, TSE et TLX) et esthétiquement : fourche hydraulique Paioli à long débattement, amortisseurs AR et bras oscillant plus long, guidon « corne de vache », selle chopper, pot d'échappement Lafranconi long et chromé, gros garde-boue AR (commun à certains TSM), phare entièrement chromé équipé d'une grille, les carters latéraux sont métalliques (ils seront d'ailleurs repris par Ramzey pour équiper certains modèles locaux d'Afrique du nord). Le HP n'est proposé qu'en une seule teinte bleu Inca (un bleu foncé métallisé). Cyclo rarissime produit peu de temps car très cher à l'époque : un des plus rares modèles de 103 ;
- HP2 et HPL : style chopper qui reprend les éléments esthétique du HP sauf selle biplace et porte-bagage spécifique. Le double variateur est supprimé. L'échappement redevient classique. Plusieurs teintes sont disponibles : blanc (jantes à bâtons et selle rouge), grenat (selle havane et jantes à bâtons dorées) et gris noir métallisé (selle havane et jantes à bâtons dorées) ;
- Indiana et Arizona : dernières évolutions « simplifiées des HPL » en conservant un style chopper. L'Arizona conserve des jantes à bâtons, l'Indiana reçoit des roues à soixante rayons spécifiques. La fourche chromée longue est mécanique, les carters latéraux redeviennent en plastique. Le guidon est plus haut et moins galbé que les HP et HPL ;
- 103 CRX : un modèle style enduro, « cross » peu diffusé, qui est devenu infiniment rare (une dizaine de modèles en France). L'aspect d'une moto tout-terrain (moto-cross) avec des jantes à rayons de gros diamètre, pneus à crampons, carénage AR de type 103 Chrono, tête de fourche à phare rond caréné de type 103 GTI ou Turbo 16 version 1, avec en plus une petite grille pour protéger l'optique et garde-boue AV très haut (grilles communes aux 103 choppers et certains modèles MBK « cross » ;
- 103 Racing : un modèle antérieur au 103 Chrono peu diffusé ; jantes acier à cinq bâtons Leleu, guidon rabaissé, sabot et carénages AR. Teinte rouge ;
- 103 Chrono : une sorte de MVL sportif reprenant la silhouette du Racing. Jantes à bâtons en alliage. Teintes blanc (jantes rouges), rouge (jantes noires), noir (jantes rouges) ;
- 103 Turbo 16 : série limitée sur base de 103 SP (1987) pour fêter les victoires de la 205 T16 éponyme : ce 103 est entièrement blanc, flancs du réservoir lisse (correspondant aux modifications d'outillage liées au 103 à ce millésime) jantes à cinq bâtons acier Leleu, équipements spécifiques disponibles en accessoires via Cyclostand (la boutique « accessoires » de Peugeot Cycles) : tête de fourche, sabot, portes numéros latéraux, autocollants et décoration spécifique. Deux versions du 103 Turbo 16 ont été produites : T16 version 1 (tête de fourche à phare rond caréné, feu AR Maly rond commun aux 103 SP contemporains, T16 version 2 (tête de fourche carrée des 103 SPX, feu AR carré similaires aux SPX), les 103 T 16 sont rares, il est difficile d'établir le nombre de versions produites, des copies ont pu être possibles via les accessoires vendus par Cyclostand qui proposait plaques portes numéros, sabot et teintes de fourche dans de multiples coloris dont le fameux blanc ;
- 103 Spectrum : série limitée à l'allure de 103 Chrono mais sur base de 103 SPX avec fourche AV de 103 MVL et décoration spécifique ;
- 103 MVX : la MVX est basée sur la même mécanique que la SPX, mais revêt le style complet des MVL ;
- RCX, RCX LC : cadre et moteur identiques aux SPX, mais caréné façon racing avec sa position de conduite couchée, sa barre de renfort centrale, sa selle biplace, son guidon court. Les versions LC sont à refroidissement liquide et ont des amortisseurs à gaz réglables ;
- 103 HRO : série limitée très rare entièrement chromée sur base de 103 SP. Apparue en 1986 (prix d'époque 6 250 francs) ; 103 Excalibur (MRO)

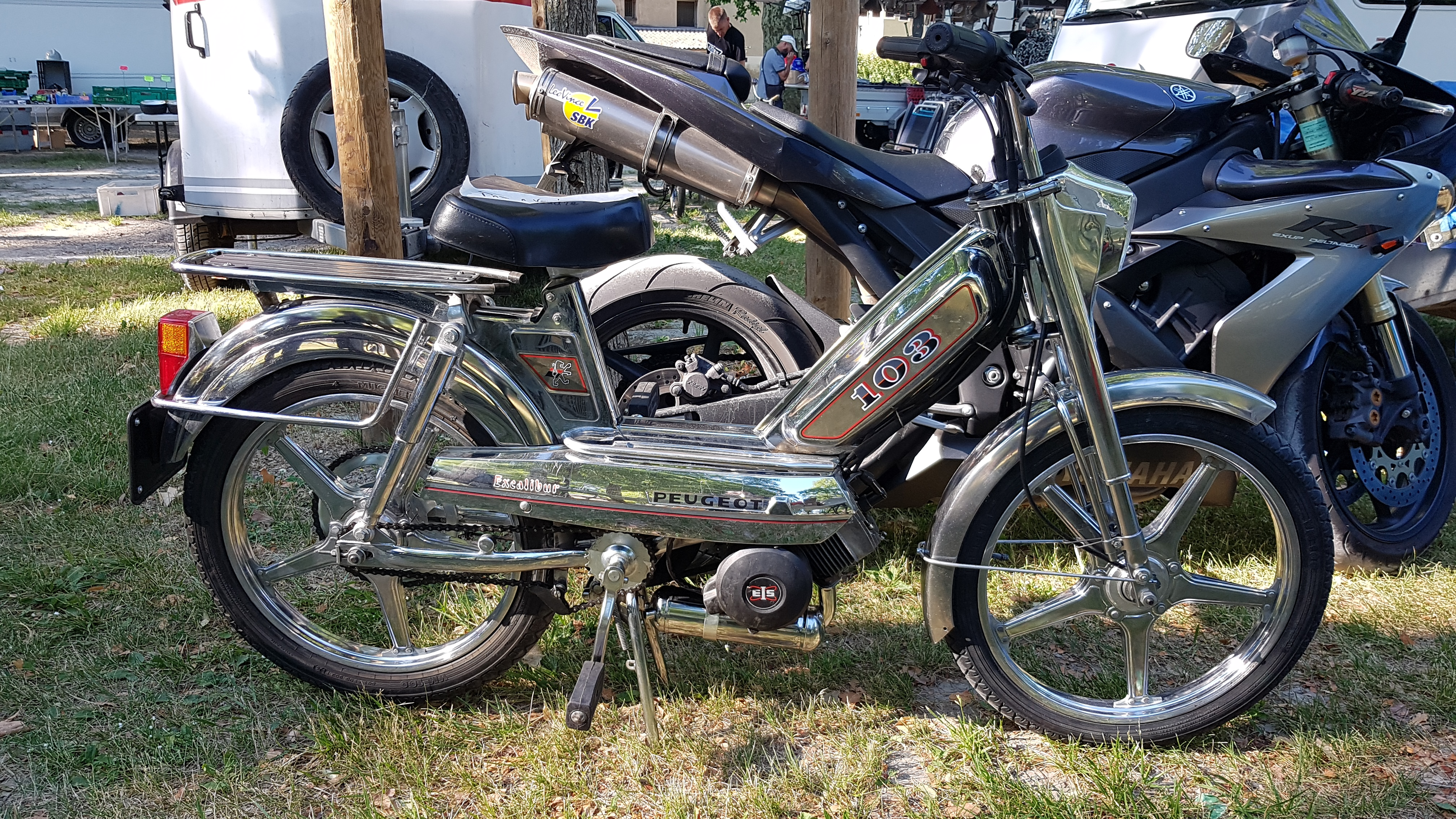
103 Excalibur (MRO)

- 103 Excalibur (MRO) : version limitée chromée très rare sur base 103 MVL. Apparu en 1987 ;
- 103 MVS : version luxueuse du 103 MVL en série limitée. Existe en un seul coloris : selle, jantes, poignées, contour de phare et grille de klaxon rouge avec de nombreux chromes. Le cadre noir arbore de magnifiques autocollants, spécifiques à ce modèle, de tons rouges et orangés sur le réservoir et les caches de boite à outils avec des capotages moteur noirs et chromés ;
- 103 MV3 PO/Professionnels : réservé aux professionnels (poste, police, etc.) : un 103 MVL équipé d'une fourche SP renforcée et de suspension AR à plus grands débattements. Des équipements comme un pare-jambe plastique allié à un pare-brise souple, une extension de porte bagage complètent le modèle ;
- 103 XG1, XG2 et XG3 : modèles de compétition, apparus au milieu des années 1980, aujourd'hui quasiment introuvables, dont certains sont bridés d'usine pour pouvoir recevoir une homologation sur route. C'est le concurrent direct du Motobécane 51 CF, modèle de compétition également ;
- 103 Export : certains 103 d'exportation sont modifiés par rapport aux 103 métropolitains. Ces 103 exportés notamment en Afrique sont dotés de réservoirs de grande capacité (en acier) vissés sur le cadre du 103 modifié en conséquence. Les carters latéraux sont également emboutis en acier (toutefois d'un dessin plus proche des carters en ABS d'origine des 103 classiques que des 103 HPL ou Ramsez eux aussi emboutis en tôle d'acier) ;
- 103 MX : un (très) rare exemplaire d'un 103 équipé de l'ensemble motopropulseur similaire au 105 D (double vario intégré sous carter commun, idem Shag et Scopper). Le cadre (classique avec boîte à outils boulonnée) est différent du 103 commun au niveau fixation du moteur et du bras oscillant, en effet, la transmission double variateur intégrée sous carter commun avec le moteur est plus courte que celle du 103 classique, ce qui impose un cadre avec une patte de fixation moteur reculée par rapport au 103 classique, ce qui engendre un cadre spécifique. Les élytres en inox (identiques aux 103 classiques) restent rivetées avec l'autocollant 103 MX rapporté. La plaque des mines rivetée sur la colonne de direction mentionne 103 R... réceptionné en 1983 ;
- Country MX : (existe en différents sous-modèles MXR (route), MXS (sport) ou MXC (cross)) en 1986 Cycles Peugeot sort une sorte de gros BMX équipé d'un moteur de 103 sous le tube de selle, et recevant une transmission ATS spécifique, peu diffusé et très rare de nos jours, ce fut un fiasco total (entre 600 et 700 exemplaires maximum) du à une trop faible autonomie, le réservoir étant dans le tube du haut du cadre .